# VenusBlood -ABYSS-
『VenusBlood -ABYSS-』(ヴィーナスブラッドアビス)は2011年9月30日にdualtailより発売された魔族産卵触手SLGである。
dualtailブランドの第九作目で、『VenusBlood』シリーズの第五作目。
基本的なシステムは前作『VenusBlood -EMPIRE-』、前々作『VenusBlood -DESIRE-』と同じだが、本作では女神の悪堕ちの代わりに、一般ユニットをヒロインが産卵するという方法が初めて導入されるなど、システムの一部が変更された。
産卵要素がユーザーに受け入れられた結果、『VenusBlood』シリーズは産卵と悪堕ちを交互に出す形で継続できるようになったため、本作のディレクターのけ〜まるはシリーズの延命につながったとしている。

## ゲームシステム上の変更点・追加点
前二作では国を攻め落とす方式がとられたのに対し、今作では地下迷宮を守護する方式となっており、攻めてくる敵師団を全滅させるのが勝利条件となる。
本作では、前二作に登場した女神の悪堕ちの代わりに、一般ユニットをヒロインが産卵によって生み出すという方式が初めて採用されている。産卵によって生み出されるユニットは、母胎との相性や、生み出す月によってスタータスが上下する。また、産卵の際にユニットにランダムに二つ名がつけられ、二つ名によってもスタータスが上下し、スキルが追加される。なお、本作は魔族を題材としていることもあり、プレイヤーが使える一般ユニットはすべて魔物となる。
ユニットのレベル上昇が資金を投じるのではなく、戦闘による経験値の方式となった。また、ユニットに武器や防具を装備できるようになり、ステータスの上昇やスキルが追加される。
このほかにも、通常の迎撃バトルとは別に、ターン終了時にサブ師団が自動で1ターンのみ戦うエンカウントバトルが追加された。

## ストーリー

### 共通ルート（序章～4章）
序章
南海の群島リルバーナでは古くから人間と魔族の争いが続いていた。しかし、強大な力を持った魔王の死、人間達の魔封じのアーティファクトの登場などにより、魔族の運命は風前のともし火となっていた。そんな中、前魔王の遺児であるルキナ・ヴェルベッド＝グリザーニは父の遺志を継ぎ、人間と魔族の共存を目指していた。彼女は圧倒的不利な状況を覆すために、かつて教育係であり婿候補でもあった錬金術師のキルト・オーデュエスを呼び戻した。そしてキルトは、魔族の女とそれ以外の種族のものを交わらせるという、とんでもない手段でこの状況を覆そうとしていた。
キルトはルキナに対し、イシリアルと呼ばれる高い威力を誇るアーティファクト『黒き太陽の炉』と『紅き月の導』の管理権の委譲と、ルキナの身体の提供を、協力の条件として提示した。ルキナは元々キルトに好意を抱いていたため反対はしなかった一方、側近達は猛反発した。キルトは魔族軍の人員不足を指摘し、錬金術を用いて魔族の女とそれ以外の種族のものを交わて戦力として利用してはどうかと提案し、側近達を納得させた。
かくしてキルトは参謀となり、『黒き太陽の炉』を用いて魔族の女達に兵力を生産させ、『紅き月の導』で作った迷宮を用いて、魔族軍とともに、教団軍に立ち向かった。
キルト率いる魔族軍の猛攻により、教団軍は地上へ逃走し、魔族軍はダバード回廊の奪還に成功した。
一方、地上では、先の戦争で暗躍した黒衣の魔女アンナローゼが、「人類総出で魔族軍に猛攻撃してはどうか」と提言する部下に対し、手を緩めるよう指示を出した。

1章
アンナローゼの根回しにより、人類たちはあえてダバード回廊陥落の報復はしなかった。
一方で、魔族の皆殺しを目指すシャリーア教団軍の内部では、過激派が独断で魔族への報復を企んでいた。過激派のリーダーである聖女セレナは、シュミット王国の王女ミューズの娘として生まれたセレナはある事情から教団に預けられた過去を持ち、前魔王ゼファードへの貢ぎ物にされた母親が死亡したことから、特に魔族を恨んでいた。
シャリーア教団軍はダバード回廊の前に到着するも、『紅き月の導』で構築された姿を変える迷宮によって戦力が少しずつ減っていった。
やがて、セレナは自ら精鋭を率いてダバード回廊に来るも、キルトとルキナによって追い詰められる。
戦いの中、ルキナの剣の構え方が自らの錫杖の構え方と同じことに、セレナは気づく。セレナの問いに対し、ルキナは母ミューズより教えられた構えだと答え、セレナは前魔王ゼファードがミューズにもてあそばれた上に殺されたことに怒り、シャリーア教の神の侮辱だと怒る。これに対し、ルキナはセレナの発言を両親に対する侮辱ととらえて怒りをあらわにした。
二人の会話を聞いていたキルトは、彼女たちが異父姉妹であることに気づく。セレナはシャリーア教団の秘技でルキナを倒そうとするが、ルキナも同じ技を母から受け継いでいたため攻撃は当たらず、セレナは降参する。
キルトの制止も聞かず、ルキナはセレナに剣を振り下ろすも、「母に止められた気がする」として剣をセレナの頭上で止めた。
キルトから事情を聞いたセレナは、人類側で広まっている通説に疑問を持ち、捕虜の立場を受け入れることにした。

2章
ダバード回廊が陥落し、聖女セレナがとらえられても、人類側は地下に逃げそびれた魔族を襲う以外は、大きな動きを見せることはなかった。
そんな中、聖女の祝福を受けて真の勇者になることを目指すフローレシアを筆頭とする冒険者の一団が、聖女セレナダバード回廊の攻略に挑んだ。
フローレンシアの人柄に惹かれた者たちで構成されたこの一団は、迷宮という困難な状況にあっても、彼女を本物の勇者にしたいという思いからなおも進軍を続けた。
だが、冒険者の一団は、魔族軍最強と謳われる、疾風の猛将 ガーネット・トイクロスにはかなわず、フローレンシアもまた捕虜となった。
兵力を生産できる存在が2体捕獲できたことに魔族達は安心するものの、シャリーア教団軍の正規部隊がダバード回廊に近づいているという情報を聞き、再び混乱する。
しかも、キルトの姉弟子プリマテスが正規部隊の総大将を務めていることを聞き、キルトは驚く。

3章
セレナとフローレシアは迷宮を抜け出し、プリマテスと接触する。
フローレシアは魔族の打倒に積極的な姿勢を見せる一方、セレナは教団が流した通説に対する疑問を解くため、教団総本山に戻った。
敵情視察のために、迷宮の地上付近に従者リリシアを連れて来ていたキルトはフローレシアとプリマテスに出くわす。キルトとは古い付き合いのあるプリマテスは彼の変装を見破り、呪いの一太刀を使って襲いかかった。
キルトをかばって呪いの一太刀を受けたリリシアは、自らに宿る幻獣の血が暴走して魔獣となる。プリマテスはフローレンスにリリシアを迷宮内へ追わせ、中にある防御施設の破壊をもくろんだ。しかも、魔獣となったリリシアからは特殊なフェロモンが発せられており、それに引きつけられた獣人たちも凶暴化し、それをチャンスととらえたプリマテスはフローレンスの仲間達に総攻撃を命じた。
グリザーニ内ではリリシアの抹殺も提案され、キルトは思い悩んだ。だが、ルキナの一言により、キルトは悩むのをやめ、行動に移った。
まず、リリシアのフェロモンと似た物質を散布して獣人達を無力化した。次に、フローレンシアの相手をガーネットにさせ、冒険者たちの士気を下げた。そして、リリシアには自らの匂いを濃縮した香料と、淫魔由来の邪眼で主の存在を思い出させ、彼女を元の姿に戻した。
敗走したプリマテスはアンナローゼに責められ、ルキナとの相打ちを命じられた。
一方、セレナは教団総本山の地下で、神官たちが魔族たちに対して残虐な行いをしていることを目の当たりし、教団革新派のリーダーであるゲアハルト枢機卿から魔族に対抗するためだという説明を受ける。
ゲアハルト枢機卿が自分を生かす気がないと気づいたセレナは、かろうじて彼らから逃れ、教団穏健派リーダー・エメリヒ教皇のもとへとたどり着く。
エメリヒ教皇から前魔王と結んだ共同宣誓書を見せられたセレナは、ルキナの言葉が事実だったことを悟る。エメリヒ教皇はセレナへ、ルキナに会いに行くようすすめ、イシリアル「真実の指輪」を託す。セレナは「真実の指輪」を携えて再び迷宮を訪れ、ルキナと再会する。
セレナからルキナとの関係、そして教団の暗部を聞いたルキナ達はこれに驚き、戦いに終止符を打つべく、ゲアハルト枢機卿を討つことにした。セレナとフローレンシアもまた、そのことに同意した。
その頃、プリマテス率いるシャリーア教団軍の本隊が再び迷宮に近づいていた。

4章
プリマテスは最初に、金目当ての冒険者たちを迷宮にけしかけた。魔族軍が冒険者たちを返り討ちにした直後、前線の兵士たちが急に倒れだした。プリマテスが先の冒険者たちに与えた特殊な植物の種が発芽し、猛毒を発したのだった。
キルトたちが対策に当たる中、プリマテスはルキナの周囲の防御が手薄になっている隙をつき、ルキナを暗殺しようとする。だが、プリマテスは半魔の冒険者の少年が魔族軍の近衛部隊の兵士に殺されそうになっていることに気づき、ルキナではなくその兵士に向けて発砲する。
プリマテスの指示により、教団軍の本隊は魔族軍の本拠地から撤退した。
その後、プリマテスは先の半魔の少年に礼を言われるが、彼女は助けるつもりはなかったと答える。
プリマテスは先の失敗のためにゲアハルトの前に現れるが、彼は特に咎めなかった。だが、失敗の理由を知ったゲアハルトは自らの副官を彼女につけ、その副官に彼女を洗脳するための装置を与えた。さらに、ゲアハルトは魔族を窮地に追いやった兵器・ゴーレムの使用許可を与えた。
数日後、迷宮の前哨部隊がゴーレムによって全滅したうえ、前の戦いの生き残りや教団軍までもが迷宮に攻め入った。魔族軍内に緊張が走る中、キルトは前の戦いとは指揮方法が異なることに気づき、プリマテス以外の別人が軍師ではないかと推測する。
キルトの推測通り、人類軍の総指揮はゲアハルトの副官が務めており、洗脳装置をつけられたプリマテスはゴーレムの補助に当たっていた。
キルトの策により、教団軍は戦力の大半を喪失し、敗走に至った。ゴーレムの燃料を補給しようとしたプリマテスは、キルトたち精鋭部隊の襲撃を受ける。プリマテスはキルトと一騎打ちの末に敗れる。
掃討戦の末、教団軍で残ったのは、ゲアハルトの副官と半魔の少年をはじめとする数十人だった。キルトは副官に撤退勧告をするも聞き入れてもらえず、先の半魔の少年を交渉相手に選んだ。半魔の少年はプリマテスの身の安全を保障を条件に入れたうえで、降伏を選択した。怒り狂った副官は半魔の少年を殺害し、それをプリマテスが見たことで洗脳が解け、副官を射殺する。これにより、魔族軍の勝利が確実なものとなった。

### ノーマルエンド（5章）
プリマテスにより、人類側の内情が明らかとなったほか、教団が所有するイシリアル『シャリーアの聖杯』が、魔族の不妊問題を解決できるのではないかという期待が膨らんだ。キルトは人類側の黒幕はゲアハルト枢機卿ではなく、黒衣の魔女アンナローゼだと考え、プリマテスにアンナローゼの正体を尋ねるも、黙秘される。
アンナローゼのこれまでの功績や、生い立ち故に人間も魔族も嫌いなプリマテスが相手を擁護する姿勢などから、キルトはその正体が2人の師匠フェブリスであることに気づく。
そんな中、教団軍の総帥となったゲアハルト枢機卿が、人類の4王国軍との連合軍を引き連れて、迷宮に攻め込んでいるという情報が入る。
人類連合軍には圧倒的な人数があったが、魔族軍にはキルトとプリマテスという優秀な軍師がいたため、不利な状況に立たされていた。
状況を打開すべく自ら前線に立ったゲアハルトの前には、聖女セレナと勇者フローレシアがいた。
セレナの持つ「真実の指輪」で自らの罪を暴かれたゲアハルトは、セレナを斧槍で殺そうとするも、フローレンシアがイシリアルの神剣「ベリサルダ」で受け止められる。
だが、フローレシアはゲアハルトの見せた超人的な身のこなしに圧倒される。キルトとプリマテスは、ゲアハルトが魔術装置の埋め込まれたサイボーグであることに気づき、特殊な銃弾とフローレシアの合わせ技によってゲアハルトは倒された。ところがゲアハルトはアンネローゼによって爆弾に作り替えられており、もし爆発すれば、迷宮だけでなく地上にいるすべての者が消滅する。爆弾そのものは次元障壁に守られていたため、ルキナの提案により、2つのイシリアル『黒き太陽の炉』と『紅き月の導』によって異次元へ転送された。人類連合軍の撤退には成功したものの、ルキナは2つのイシリアルを使った反動で戦闘不能となる。
アンナローゼは、撤退せずに迷宮前に残ったシャリーア教団軍と多数のゴーレムを迷宮に突入させた。さらに、ルキナの弱体化によって制御できなくなった『黒き太陽の炉』と『紅き月の導』を乗っ取って迷宮内部を攪乱した。
ピンチに陥った魔族軍だが、前魔王夫妻とルキナの悲願を達成すべく戦った。
かつて、ゼファードの家臣だったフェブリスは、主に実らぬ恋を抱いていた。だが、ゼファードは人魔共存の理想を実現するために、人間の皇女ミューズと結婚し、ルキナをもうけた。
半魔だったフェブリスはミューズ母子に嫉妬していた。フェブリスは錬金術の研究に没頭していたものの、嫉妬心は晴れず、やがてイシリアル『賢者の書』を手にする。
『賢者の書』はすべての知識が記されているといわれているが、持ち主のネガティブな感情を増幅させるという呪われたイシリアルでもあった。フェブリスは『賢者の書』がもたらす精神侵蝕に耐えてきたが、嫉妬心から別人格アンナローゼが生まれる。アンナローゼはゼファード王とミューズ后を暗殺し、以降歴史の中で暗躍してきた。
念願だったルキナの抹殺を実行すべく、アンナローゼは『紅き月の導』でおびき寄せようとする。
だが、ルキナに同伴したキルトがアンナローゼの相手をしている間に、ルキナは2つのイシリアルの制御権を取り戻しにかかった。
大錬金術師アンナローゼとはいえど、一人で2つのイシリアルを並行して制御するには無理があり、ルキナは一時的ながらも『紅き月の導』の制御権を奪還し、仲間達を召喚する。
そして、キルトはフェブリスが過去に作った2丁の拳銃をアンナローゼにむけて発砲する。そして、アンナローゼはイシリアルの暴走に巻き込まれて異次元へと飲み込まれる。
ルキナはフェブリスを狂気に陥れた『賢者の書』を王城の地下深くに埋蔵した。
セレナが『真実の指輪』とゼファード王とエメリヒ教皇との共同宣言書を提出したことにより、シャリーア教団は魔族との融和路線に進み、ルキナとセレナをそれぞれの勢力の代表とした講和条約が結ばれた。
物語は、キルトとルキナが正式に結婚し、様々な人々が結婚式に来るところで幕を下ろす。

### ロウルート（6章以降）
6章
さて、ルキナらグリザーニ家の領土であるカーライルのさらに地下深くにあるブラッドフォードは、竜族のロードリア家の支配下にあった。ある日、ロードリア家の当主・アギリスがルキナ達に面会する。丁重なもてなしの元、アギリスは対人類戦の武勲を称える名目で、ルキナらに多数の宝石を渡した後、『賢者の書』をはじめとする5つのイシリアルを要求する。それぞれの理由からすべてのイシリアルを渡せないキルトは何とかして1週間の猶予をとりつける。
そして、1週間後、アギリスの娘・シャナン率いるロードリア家の軍勢がカーライルに攻め込んでくる。防衛線を次々に突破される中、キルトはプリマテスに防衛線の指揮を命じたうえで、自分たちはシャナンを迎え撃つ。シャナンは強さの源である竜化をキルトらに解除させられ、さらにルキナとの決闘により両者が行動不能に陥る。自軍を撤退させた後、ルキナは捕虜となる。
その後、キルトはアギリスがなぜ自らの好みでもなさそうな『賢者の書』を狙うのか尋ねるが、シャナン自身も歴代当主が女神シャリーアの意志が封じられた『賢者の書』を求めていた、ということだけしか知らなかった。その矢先、アギリスはシャナン軍団撃退の褒美として彼女が撤退を命じた者たちの首を送り、ルキアたちが受け取ったのを確認したうえで、ロードリア軍の本隊を率いてカーライルに攻め入り、単身で第1防衛線を突破する。
7章
アギリスの猛攻に防衛線の撤収が追い付かない中、キルトは、『黒き太陽の炉』に向かっていたルキナに逃走を指示する。2人が言い争う中で、『黒き太陽の炉』が輝き、彼女の父ゼファード王の声が流れる。ルキナはキルトに時間稼ぎを命じた後、自らは『黒き太陽の炉』に入る。ガーネットをはじめとする諸将がアギリスに倒される中、キルトは単身でアギリスに立ち向かう。
そのころ、ルキナは『黒き太陽の炉』の中で父の残留思念と対話する中で、「王とは民の前に居る者であり、背に石を投げられても前に進む者」と答える。それに満足した彼は力を与える。これにより、与えらえられた力が閃光となってロードリア軍は分断される。また、彼女はセレナとリリシアの魔力を補給して回復魔術を強化させ、自軍を蘇生させる。
自軍が敗退したことを知ったアギリスは全軍を投入し、自らも竜化する。これに対し、キルトはシャナンを仲間に加え、アギリスに立ち向かう。だが、アギリスは炎の結界でキルトたちを追い詰める。その時、アギリスは名案を思い付く。まず、ゲアハルトの時と同様の弾丸を撃ち、次いでプリマテスの銃を利用して弾丸の軌道をアギリスの心臓を貫くように修正する。そして、フローレシアとルキナが剣で心臓に銃弾を押し込む。シャナンらの妨害もあり、銃弾はアギリスの胸を貫いた。人間の姿に戻ったアギリスは死を受け入れた後、『賢者の書』について語ろうとする。だが、死したはずのアンナローゼがシャナンを狙って発砲し、アギリスはそれをかばう。実は、最初にアギリスが侵攻した際に、ルキナが異次元に接続していたスキを突き、アンナローゼは異次元から復帰していた。そして、地震と閃光に伴われ、女神シャリーアが姿を現す。そして、アンナローゼの口から、イシリアルの由来が語られる。
8章
物語開始から1000年前のこと、人間のダバードは人類を魔族の脅威から救うべく、悪魔に魂をささげて女神シャリーアを召喚する。彼の望み通り女神シャリーアは魔族たちを地下へ追いやる。だが、ダバードは彼女の力に魅入られ、邪法によって彼女の身体を以下の5つに分ける。
- 右脚：『黒き太陽の炉』
- 左脚：『紅き月の導』
- 右腕：『竜討剣』
- 左腕：『シャリーアの聖杯』
- 頭部：『賢者の書』

これにより、シャリーアは死ぬことなく長きに渡る苦しみから人類への憎しみを募らせており、特に『賢者の書』は持ち主を狂わせる副作用をもたらすようになった。ダバードはこれを隠すために教団を設立し、『竜討剣』と『シャリーアの聖杯』を管理下に置く。また、『賢者の書』はシュミット王国に持たせ、残りの『黒き太陽の炉』と『紅き月の導』は地上と地下の結界とした。数百年後、結界の弱体化により魔族と人間の間で戦争が起こり、『竜討剣』は2つに分かれてしまう。このうち、『竜制剣ファフナー』はロードリア家が、もう一方は『ベリサルダ』としてフローレシアの先祖が保管した。また、結界としての役割を失った『黒き太陽の炉』と『紅き月の導』は紆余曲折の末グリザーニ家の家宝となる。
そして、シャリーアはあらゆるものを滅ぼす邪神として、キルトらを圧制する。その時、死したはずのアギリアが気迫を見せる。シャリーアは天使たちをけしかけるも次々と倒されたため、自ら彼に立ちむかう。アギリスは、シャリーアの助太刀に入ったアンナローゼもまとめて業火で拘束する。アギリスの命令により、シャリーアたちは異世界へ追放される。だが、あきらめきれないシャリーアはなおもこの世界に天使をけしかけ続けた。
人間たちによる4王国とシャリーア教団は人類連合軍を結成するも、地下にあるダバード回廊へと撤退せざるを得なくなる。地上を制圧した天使たちは、魔族たちのいる地下を襲う。グリザーニ軍のみでの応戦が困難と判断したキルトは、仲間に説得を依頼し、竜族を加えた三勢力による連合軍で天使を撃退しようとするが苦戦し、やがて女神シャリーアとアンナローゼがこの世界に戻ってきてしまう。
アンナローゼは天使軍を率いて地下へ進み、『紅き月の導』の制御を奪い、ルキナを襲う。ルキナはゼファード王に言及する形でアンナローゼを動揺させ、そのすきに、『紅き月の導』の制御を取り戻してキルトとプリマテスを召喚する。そして、キルトの邪眼により、アンナローゼの中にあるフェブリスの意識を呼び出す。彼女はキルトとプリマテスに、先の6つのイシリアル以外にも、女神の良心を封じた『真実の指輪』の存在を明かした後、息を引き取る。2人はその持ち主であるセレナに『真実の指輪』の返還を指示する。指輪は女神の元へ帰されるものの、女神は自らの存在を賭け、彼らに戦いを挑むが、魔弾によって消滅し、天使たちも天へ帰る。
その後、セレナたちはグリザーニ家を去り、自らがいた場所で復興活動をしていた。そしてシャリーアとの闘いから1年半後、ルキナとキルトの子の誕生日パーティーに、かつての仲間たちが集うところで物語は幕を下ろす。

### カオスルート
キルトは生命の真理への興味から、『賢者の書』に取りつかれてしまい、ルキナを洗脳する。
仲間たちは彼に立ち向かうが返り討ちにされ魔物を産む機械にされてしまう。
竜王アギリスをも倒した彼は、シャリーアの思惑通り、人類の敵である地獄の魔王となった。

## 登場人物

### グリザーニ
淫魔の血を引く錬金術師 キルト
本作の主人公。淫魔族出身の錬金術師であり、錬金術師としての腕は確かなものである。ルキナの教育係で13番目の婿候補でもあったが家柄はあまり高くなかった。とある事情により城を追い出されていたが、ルキナによって呼び戻される。
好色ながらも、ひょうひょうとしたところがある。
視線を合わせた相手に術をかける淫魔族由来の邪視(イビルアイ)と師フェブリスから託された銃のアーティファクト乖離双聖を用いて戦う。
魔王を継ぐ姫 ルキナ・ヴェルベッド＝グリザーニ
声 - 安堂りゅう
グリザーニの魔王を務める少女で、先代魔王ゼファードと人間のミューズの間に生まれたハーフ。人間に討たれたゼファードの跡を継ぐ形で魔王になったが、人間への復讐などは考えておらず、人間と魔族の共存を目指している。
一族の存続のためならば手段を択ばない一方、年相応の少女としての一面も見せる。
宝鍵クルタナを用いて戦うが、ゼファードが死んだ際にオリジナルが消失しており、現在使っているのはレプリカ。よって次元王の切り札の次元斬が使えない。
疾風の猛将 ガーネット・トイクロス
声 - 富樫ケイ
ルキナの最も信頼する部下でグリザーニ家筆頭将軍。有翼族の槍戦士で人間達の間でも有名。ルキナに絶対の忠誠を誓っているが、とある事情によりキルトのことを警戒している。
名槍グラーシーザを用いて戦う。
ウィッチ・ドクター サラーキア・コーデュロイ
声 - 佐藤玲羅
グリザーニ魔王軍の魔術師で、医術も得意とすることから軍医としての役割も担っており、ドクターと呼ばれることもある。ガーネットの友人。人に近い姿をしているが実はスキュラで、水場などでは本来の姿に戻っている。
魔杖ウンディーネを用いて戦う。
キルトの召使い リリシア
声 - 桃也みなみ
キルトの身の回りの世話をしている獣人族の少女。大事なところでミスをして周囲に迷惑をかけることもあるが、本人のめげない性格などからあまり嫌われることはない。ゴールド・ブラッドという希少種の幻獣の血が流れており、並の傷であればすぐに治る。一度見たものは忘れず、キルトの持っている本の内容をすべて暗記しているが、理解しているわけではない。
キルトが作ったS弓矢アローという絶対命中の弓矢を用いて戦う。
鉄輪一座頭領 キキョウ
声 - 有賀桃
魔界を渡り歩く行商団鉄輪一座(かなわいちざ)を取りまとめる女商人。東方出身であるためか、常に和服を着ている。キルトとの付き合いは長く、グリザーニと取引をすることになる。
薙刀斬鉄・岩融を用いて戦う。

### 人間勢
戦の聖女 セレナ・オペコット
声 - 榊木春乃
シャリーア教の高司祭であり、シュミット王国の王族傍系の姫。女神シャリーアの再来と言われ、強く信奉されている。実はルキナの母ミューズが地上にいた頃に産んだ子供であり、ルキナの異父姉にあたる。魔族がミューズを人質にしたと信じており、その血を引きながら魔族を率いているルキナを憎んでいる。
シャリーア教団に伝わる杖クリスタルティアを用いて戦う。
竜の血を引く勇者 フローレシア・トリアセテート
声 - 藤堂みさき
勇者の家系の少女。女でありながら勇者になることに憧れ、そのまっすぐさから多くの冒険者を引き寄せている。聖女であるセレナから祝福を貰い、本当の勇者になろうとしている。才能がある上に本人も努力を惜しまないため、急激な早さで強くなっていき、小さな巨人とも称される。魔族を斬るのに特化したカルナディアス流剣術を扱い、強い魔力耐性を持つ。
トリアセテート家に代々伝わるイシリアル級のアーティファクトで竜族に絶大な効果を発揮する竜討剣ベリサルダを用いて戦う。
鉄の軍師 プリマテス・シーチング
声 - 相本さくら
シャリーア教軍の参謀。キルトの姉弟子で魔族だが、人間側についている真意は不明。何事にも動じない強い精神力を持つ。
呪剣ファントムソードともう1つの乖離双聖を用いて戦う。
教団の生体機人兵器 アイオン
声 - 咲ゆたか
以前の人間と魔族の戦争で、魔族に対して猛威をふるったゴーレム兵の生き残り。プリマテスによって修復されたため、彼女のことをマスターと呼んでいる。
機兵主砲エーテルシュートを用いて戦う。
シャリーア教軍総司令 ゲアハルト
声 - 錫宮那由太
シャリーア教団の枢機卿で革新派のトップ。穏健派の教皇エメリヒが病に臥せているため、現時点では彼が実質的な指導者である。既に教皇の地位を簒奪することも可能だが、とある事情によりそれができない。また、母校であるグラーナダ聖堂学院における古代の技術研究を支援している。
シャリーア教軍に伝わる戦斧槍深遠の戦斧槍を用いて戦う。
黒衣の魔女 アンナローゼ
声 - 梅椿鬼
人間の国々に接触するようになった謎の女性。常に喪服を纏っている。人間の国々を纏め連合を組織したり、アーティファクトの技術を提供したりと、魔族を窮地に追い込んだ張本人でもある。
知識と叡智が封じられた賢者の書とオリジナルの真宝鍵クルタナを用いて戦う。

### ロードリア家
地獄王の令嬢 シャナン・フランネル＝ロードリア
声 - 渋谷ひめ
魔界の二大勢力であるロードリア家の姫。ことあるごとにルキナをライバル視している。現時点ではほとんどの点でルキナに勝っているが、唯一婚約者がいないことを悔しがっている。
普段は双剣・竜晶を用いて戦い、全力では水竜の姿になる。
竜を統べる地獄王 アギリス・フランネル＝ロードリア
声 - 錫宮那由太
ロードリア家の当主でシャナンの父親。魔界の様々な国を侵略しており、滅ぼした国は百を超える。グリザーニの前魔王、ゼファードとのみ引き分けたため不可侵条約を結んでいるが、最終的には滅ぼすつもりでいる。賢者の書を探しだして封滅しようとしているが、その理由は不明。
魔族に対して絶大な効果を発揮する竜制剣ファフナーを持ち、真の姿である炎竜になると、更に強力になる。

## スタッフ
- ディレクター・ゲームデザイン - け〜まる
- 企画 - dualtail
- 原画 - 丹下ゲンタ、トシぞー
- キャラクターデザイン - 継宮凰姫
- ミニキャラ - 丹下ゲンタ、トシぞー、実々みみず
- シナリオ - 西矢沙広、け〜まる、青木きりん、イルカ
- 演出スクリプト - 樋舘誠
- システムスクリプト - 三間茶屋
- サウンド - solfa
- ムービー - Kizawa Studio.
- CG - トラ （監修）、ちゅるり、るいるい
- 広報 - ツギノミヤ
- DTP - JUN

## 主題歌
オープニングテーマ『闇の輪廻』
作詞 - 悠季
作編曲 - 伊吹ユキヒロ
作詞・歌 - solfa feat.悠季
挿入歌『fly to the sky』
作詞 - 天ヶ咲麗
作編曲 - iyuna
作詞・歌 - solfa feat.茶太

## 開発
本作では新しい要素を取り入れるため、一般ユニットをヒロインが産卵するという方法が初めて導入された。
また、前作『VenusBlood -EMPIRE-』ではユーザーから「これで絵が良ければ」という意見が相次いだため、前作までとられていた「外注スタッフによるデザイン画を基に社内スタッフが原画を描き起こす」という方式から「キャラクターデザイナーが原画の修正もする」という方式に変更された。